# Il n'y aura pas de départ aujourd'hui

Il n'y aura pas de départ aujourd'hui, aussi Il n'y aura pas de permission aujourd'hui, (en russe : Сегодня увольнения не будет …) est le deuxième film d'études d'Andreï Tarkovski (en russe : Андрей Тарковский), réalisé en 1959. C'est un moyen métrage de 46 minutes en noir et blanc.

## Autres titres
Il est connu sous divers titres français : Pas de permission aujourd'hui, Aujourd'hui nous ne quitterons pas nos postes ou celui proposé par Potemkine dans son édition intégrale de l'œuvre : Il n'y aura pas de départ aujourd'hui.

## Le film
Il n'y aura pas de départ aujourd'hui, deuxième film de Tarkovski et de Gordon, est basé sur un incident réel et a été produit alors qu'ils étudiaient tous deux à l'Institut national de la cinématographie, le VGIK. Contrairement au premier court métrage de Tarkovski, ce film avait un budget assez important, alloué en partie par la télévision centrale soviétique qui désirait le projeter le 9 mai, Jour de la Victoire. Le rôle du capitaine Galich fut tenu par un acteur professionnel, Oleg Borisov, tandis que les autres rôles furent tenus par des élèves du VGIK, Tarkovski et Gordon tenant eux aussi un petit rôle non crédité au générique.
Le film a été tourné pendant trois mois à Koursk.
Le film fut donc diffusé par la télévision soviétique le Jour de la Victoire en 1959 ainsi qu'au moins trois années consécutives.
Pendant longtemps le film était considéré comme perdu, mais Naum Kleiman, directeur du musée central du cinéma de Moscou, a découvert les négatifs au milieu des années 1990.

## Scénario
Trente tonnes de munitions allemandes datant de la Seconde Guerre mondiale enfouies depuis quinze ans sont découvertes lors de travaux de terrassement. Se trouvant en plein quartier résidentiel, il est impossible de les faire exploser. Le lendemain tous les habitants sont évacués et sept personnes sous les ordres du capitaine Galich commencent de jouer avec la mort dans la fosse sinistre…

## Fiche technique
- Réalisation : Alexandre Gordon, Andreï Tarkovski
- Scénario : Alexandre Gordon, Irina Makhovaya, Andreï Tarkovski

## Distribution
- Oleg Borissov : le capitaine Galich
- Leonid Kouravliov : le soldat Morosov
- Stanislav Lyubshin : l'ingénieur militaire Sadovnikov
- Aleksei Alekseev : le colonel Gveleciani
- Peter Lyubeshkin : le secrétaire du parti Vershinin
- Oleg Mokshantsev : l'ingénieur militaire Vishnyakov
- Vladimir Marenkov : l'ingénieur militaire Vasin
- Igor Kosuhin : l'ingénieur militaire Zignadze
- Nina Golovina
- Andreï Tarkovski (non crédité au générique)
- Alexandre Gordon (non crédité au générique)